# Гофман, Ирвинг
И́рвинг Го́фман (англ. Erving Goffman, 11 июня 1922, Мэнвилл, Альберта, Канада — 19 ноября 1982, Филадельфия, США) — американский социолог канадского происхождения, представитель «второго поколения» Чикагской школы в социологии. 73-й президент Американской социологической ассоциации. Во многом Гофман работал на стыке различных научных дисциплин, и по этой причине о нём говорят не только как о социологе, но также о представителе психологии, философии, психиатрии и множества смежных областей, сблизившем разнообразные науки о человеке.
Наиболее значительным вкладом Гофмана в социологию является его исследование о символическом взаимодействии в игровой форме, которое он начал в 1959 году, когда вышла его книга «Представление себя другим в повседневной жизни», и не прекращал на протяжении всей жизни, расширяя сферу исследования.

## Биография
Гофман родился 11 июня 1922 года в маленьком канадском городке Манвилле в провинции Альберта, в семье Макса и Анны Гофман, украинских евреев, эмигрировавших в Канаду в начале XX в. Когда он был ребёнком, семья Гофмана вернулась в провинцию Манитоба. Сестра Фрэнсис Бэй говорила, что в детстве Ирвинг был большим шутником и они никогда не думали, что он достигнет каких-либо успехов.
В детстве Гофман не раз испытывал на себе стигматизацию со стороны антисемитски настроенных канадцев украинского происхождения — по его выражению, «охотившихся за еврейскими детьми как на погроме в Старом Свете». Это во многом предопределило его повышенное внимание во взрослом возрасте к стигматизирующим ситуациям, лицам и группам с навязанной социумом негативной идентичностью: в том числе лицам, страдающим психическими расстройствами, заключённым, представителям религиозных меньшинств, лицам с нетрадиционной сексуальной ориентацией.
Начав свой путь в среднетехническом училище св. Джона в Дофине в провинции Манитоба, Гофман избрал своей специальностью химию в Университете Манитобы в 1939 году (родители его хотели, чтобы он стал инженером-химиком). В 1943—1944 годах Гофман работал в Национальном комитете по кинематографии в Оттаве, был занят в производстве рекламных роликов и мечтал о карьере кинорежиссёра, однако вернулся к академическим занятиям и поступил в Университет Торонто на факультет социологии.
В 1945 году в Университете Торонто он получил степень бакалавра гуманитарных наук, а в Университете Чикаго в 1949 и 1953 году — степень магистра гуманитарных наук и доктора философии. В Университете Чикаго его учителями были У. Л. Уорнер, автор известного исследования «Янки-сити», и Эверетт Хьюз, благодаря которым Гофман начал заниматься исследовательской деятельностью. Гофман работал в Эдинбургском университете, в 1949—1951 годах занимался полевыми исследованиями на Шетлендских островах (островке Диксон), собирая материал о жизни местного сообщества для докторской диссертации на тему «Коммуникативное поведение островитян», которую защитил в 1953 году.
В 1952 году женился на Анжелике Чоат, от которой у него родился один сын, Том. Анжелика Чоат, по профессии психолог, часто испытывая эмоциональные проблемы и потребность в психиатрической помощи (у неё был диагноз маниакально-депрессивного расстройства), покончила с собой в 1964 году. Вероятно, интерес Гофмана к психиатрическим клиникам был связан с опытом пребывания его жены в них. Гофман скептически относился к диагнозу Анжелики Чоат и распространённым тогда методам лечения в психиатрии, во многом основанным на психоаналитических гипотезах Фрейда.
С 1954 года жил в Вашингтоне, проводил много времени в психиатрических клиниках, наблюдая за пациентами и врачами этих «узилищ» (так называлась его книга, вышедшая в 1961). С 1954 года в течение трёх лет Гофман работал в Лаборатории исследований социальной среды в Национальном институте психического здоровья в Бетесде (пригороде Вашингтона). В 1956—1957 годах он занимался исследованиями в больнице св. Элизабет в Вашингтоне.
Свою первую книгу «Представление себя другим в повседневной жизни» Гофман написал в 1959 году; она является наиболее известным его произведением и из всей социологической литературы особенно часто цитируется представителями других наук. В 1967 году выходит книга «Ритуал взаимодействия».
В 1958—1968 годах Гофман преподавал в университете Беркли, в 1960-е годы он становится культовой фигурой у студентов. В 1962 году стал профессором университета Беркли. В 1968—1982 годах преподавал в университете штата Пенсильвания. Занимая в университете штата Пенсильвания кафедру социологии и антропологии имени Бенджамена Франклина, являлся самым высокооплачиваемым профессором социологии в США (зарабатывал чтением лекций порядка 30 000 долларов в год).
В 1981 году Гофмана избрали президентом Американской социологической ассоциации. В том же году он женился на лингвистке Гиллиан Санкофф, год спустя у них родилась дочь Элис.
Его сестра Фрэнсис Бэй успешно сделала карьеру актрисы и вела напряжённую жизнь, играя роли второго плана в многочисленных телевизионных шоу и кинофильмах с 1970-х по 1990-е годы. Наибольшую известность ей принесла роль «мраморно-ржаной» леди в комедийном телесериале «Сайнфелд».
20 ноября 1982 года Гофман скончался от рака желудка.

## Социология Гофмана
Гофман был одним из лучших американских социологов своего поколения. Наряду со многими другими социологами его круга он подвергся при развитии собственной социологической теории сильному влиянию Джорджа Герберта Мида и Герберта Блумера. Взгляды Гофмана формировались под влиянием американского прагматизма, формальной социологии Георга Зиммеля, социологического реализма Эмиля Дюркгейма, символического интеракционизма Г. Блумера, этнометодологии, неокантианской методологии. Как отмечает Рэндалл Коллинз, концепция Гофмана, представляя собой интеллектуальный отклик на идеи Дюркгейма, объединяет в понятии «континуум фреймов» и этнометодологию, и символический интеракционизм.
Одним из первых Гофман начал изучать межличностное взаимодействие, или микросоциологию, детально разрабатывать «драматургический подход» к взаимодействию людей и ввёл множество понятий, которые стали значительным его вкладом в социологию. От многих выдающихся социологов Гофман отличается тем, что после смерти его влияние на исследовательскую мысль и работу в области социологии продолжало возрастать. Гофман считал себя именно социологом и предпочитал не сводить свой основной методологический подход к феноменологии и постмодернизму. Как социолог он подчёркивал, что «общество всегда находится на первом плане». Несмотря на то, что Гофмана часто считают основоположником символического интеракционизма, он думал и над тем, как избавить данное направление от присущих ему недостатков.
Гофмана особенно интересовали «закрытые» сообщества в контексте больших современных обществ (глухая деревня, монастырь, тюрьма, больница), как и «закрытые» ситуации, отделённые от окружающей жизни символическим барьером (театр, спорт, игра — теоретический подход к подобным феноменам с учётом идей Гофмана предложил в начале 1980-х годов Ю. А. Левада). Работы Гофмана в определённой мере близки к символическому интеракционизму Мида и Блумера, феноменологической социологии Шюца и этнометодологии Гарфинкеля. Разработанное им направление иногда называют «драматургической перспективой в социологии»: принципиальное отличие её от теории социальных ролей — упор аналитика не на нормативные предписания и правильное исполнение «роли» актёром, а на её конструирование, принятие, поддержание и трансформацию в процессах взаимодействия, внимание к неопределённости и двусмысленности ситуаций, к сбоям и ошибкам действующих лиц.
В соответствии со взглядами Гофмана, общество не обладает однородной структурой. В различных условиях мы действуем различным образом. Условия, в которых мы вынуждены принимать решения, относятся не к обществу в целом, а обладают собственной спецификой.
Гофман следует концепции множественности социальной личности, введённой У. Джемсом, согласно которой человек, поскольку он участвует во множестве разных социальных групп, имеет столько же разных социальных «я», сколько существует групп, включающих в себя лиц, чьим мнением он дорожит. Взаимодействие при этом происходит не столько между индивидами как субъектами, целостными и неделимыми, сколько между различными их социальными ликами, надеваемыми ими социальными личинами, словно бы между персонажами, которых они изображают. Приняв эту концепцию в качестве отправной точки в своём анализе микросистем взаимодействия, Гофман стремится изучать эти маски, личины социальных актёров, в конце концов прирастающие к лицу и становящиеся более подлинными «я», чем то воображаемое «я», которым хотели бы быть люди.
Тема, которой посвящено творчество Гофмана, в наиболее развитой форме изложена в книге «Представление себя другим в повседневной жизни»:

Это исследование посвящено некоторым обычным повседневным приёмам, с помощью которых люди поддерживают создаваемые друг у друга впечатления, и некоторым следствиям, связанным с применением этих техник… Здесь исследуются исключительно драматургические проблемы, касающиеся человека в социальной группе, связанные с презентацией себя перед другими людьми.

Благодаря «Представлению себя другим…» такие понятия, как «исполнение», «реквизит», «труппа», «передний и задний план», «вера в исполняемую партию», «выход из роли», стали инструментами социологического анализа повседневного управления впечатлениями. Театральное представление явилось также источником ещё нескольких инструментальных теоретических метафор Гофмана, задающих перспективу исследования повседневной социальной жизни: «место как сцена», «общение как демонстрация», «повседневные артефакты как реквизит».
Ссылаясь на слова Шекспира «Весь мир — театр», Гофман пишет: «Конечно, не весь мир является театральной сценой, однако нелегко найти важные сферы жизни, для которых это не было бы справедливо». Гофмана особенно интересует вопрос, «как в социальных ситуациях люди преподносят и воспринимают себя, как они координируют свои действия». При этом интерес Гофмана не ограничивается искусством исполнения роли, а направлен на послания, которые люди сознательно или бессознательно отправляют друг другу с помощью исполнения ролей; он направлен на то, что происходит за маской, что происходит до и после презентации, и поэтому Гофман уделяет особое внимание сбоям в социальном взаимодействии на житейской сцене. Его интересует как произвольное самовыражение, которым люди дают о себе информацию в общезначимых символах, так и непроизвольное самовыражение, которым они выдают себя (например, каким-нибудь жестом случайно выдают своё недостаточное для заявляемых претензий на определённый социальный статус воспитание).
Будучи признанным мастером микросоциологического анализа, Гофман с помощью изучения отдельных сторон и ситуаций повседневной жизни (уличного мошенничества, рекламы, радиопостановок, сериалов, тотальных институций типа психиатрических клиник) исследовал механизмы социального взаимодействия «лицом к лицу». Богатый репертуар тех манёвров, к которым прибегают люди для сохранения своего постоянно обновляемого лица при самых разных контактах в регулярных, неожиданных и рискованных ситуациях, описан во многих книгах Гофмана.
Как показывает Гофман, исполнители ролей обнаруживают тенденцию драматическим образом подчёркивать ценности, стоящие за их поведением и ожиданиями зрителей. Это явление Гофман называет идеализацией. Идеализированные представления, как предполагается, играют важную роль при продвижении человека по социальной иерархии. Усиленное подчёркивание социальных ценностей, играющих важную роль в новом социальном окружении, позволяет затушевать своё происхождение и добиться закрепления нового статуса человека. При этом проблемы, скрытые за маской, приходится тщательно прятать от значимых лиц. «Если кто-либо желает обеспечить соответствие своей постановки идеалам, он должен избегать и тщательно скрывать действия, не соответствующие этим идеалам» (например, тому, кто постоянно твердит о Шекспире, Шиллере и Пушкине, приходится скрывать, что вечерами он смотрит телесериалы или читает дешёвые романы).
Гофмановские исполнители ролей лишены подлинного душевного покоя; большинство из них оказываются виртуозами лавирования в жизненных обстоятельствах. Не желая быть абсолютно незаметными, затеряться в толпе и в то же время не желая привлекать к себе слишком сильное внимание и полностью отличаться от других, они постоянно балансируют между нормальностью и уникальностью, по сути — между двумя иллюзиями: фантомом нормальности и фантомом уникальности. Стратегию балансирования между нормальностью и уникальностью можно назвать "стратегией двойственного «как будто»: именно благодаря этой стратегии у нас возникает уверенность в социальной реальности (относительно действий других людей) и личной свободе (уверенность в адекватности и значимости своего поведения).
Ещё одной присущей Гофману особенностью является склонность к осмыслению очевидного абсурда, который формирует наши основные представления о реальности. Для Гофмана характерно стремление к гротеску, осмыслению экстремальных ситуаций, рассмотрению вещей с необычной точки зрения. Американский социолог К. Берк называет метод Гофмана «смещением перспектив». По мнению немецкого социолога Г. Освальда, Гофман является «одержимым писателем-социологом с выдающейся способностью исследовать самые сокровенные, обыденные и банальные стороны жизни и обнаруживать в них нечто необычное, приключенческое и волнующее».
Гофман описывает социальный мир с позиции «чужака», пользуясь специфическими возможностями, связанными с такой позицией; с позиции вновь прибывшего, который намерен остаться в данном обществе, но до конца не расстаётся с прошлым опытом и смотрит на описываемый социальный мир с постоянной дистанции. Такая позиция даёт возможность рассматривать нормальное как то, что могло бы быть иным. Гофман претендует на свободу объективного, разрабатывая метод анализа того, что скрывается за «вещами».
Очень значима для Гофмана проблема опасностей для сохранения личности в современном обществе, вопрос о том, насколько требования общества сковывают развитие идентичности. Мысль об угрозе индивидуальности всё время прослеживается в творчестве Гофмана, и он постоянно изучает попытки людей сохранить свою личность в повседневной жизни — перед лицом других и всего общества. Чтобы показать, что личность представляет собой нечто большее, чем это предписано ролью (или хотя бы претендовать на это), человек вынужден дистанцироваться от социальной роли.
Гофман подчёркивает (в частности, на примере исследуемых им тотальных институтов), что человек не может полностью слиться с социальной системой, всегда выбирая место где-то между идентификацией с организацией и противостоянием ей, перемещаясь в этом пространстве и постоянно пытаясь сохранить баланс. При взаимодействии с социумом обычно имеют место многочисленные попытки уклониться от всецелой социальной обусловленности «я», полной идентификации никогда не происходит, и эти попытки сохранить себя представляют собой, по Гофману, ключ к пониманию бытия человека. По этому поводу Гофман отмечает:

…Полная отдача и преданность любому социальному образованию предполагает своего рода самоотвержение. Смысл нашего бытия человеком может определяться принадлежностью к социальным образованиям, смысл нашей индивидуальности проявляется через те немногочисленные способы, которыми мы сопротивляемся притяжению общества. Наш статус зиждется на твёрдом здании мира, в то время как смысл нашей личной идентичности часто находится в его трещинах.

В своём позднем творчестве Гофман отходит от использовавшейся им прежде системы «ситуационных» понятий, построенных на театральных аналогиях, применяя вместо неё более общие, широкие, но и по-философски расплывчатые термины, такие как «деятельность», «практика», «опыт». Гораздо реже употребляется ключевое для символического интеракционизма — социологического направления, к которому часто относят Гофмана, — понятие «определение ситуации», и его методологические функции в книге «Анализ фреймов: Эссе об организации повседневного опыта» взяло на себя трудное для перевода на русский язык понятие «frame». Отход от театральной метафоры, по-видимому, обусловлен тем, что читатели Гофмана постоянно переоценивали творческие возможности людей (которые большей частью механически следуют найденным до них решениям) в фабрикации иллюзий, подтасовке условий взаимодействия и так далее, несмотря на постоянные предостережения и оговорки Гофмана, что жизнь — всё же не театр, что даже сам этот театр — не целиком инсценированное действо, многими связями и корнями он уходит в реальность (необходимость найти реальные и охраняемые от воров места для «вешалок», места автомобильной парковки и пр.).
Используемое в социальных и гуманитарных науках понятие «фрейм» (англ. frame) означает в общем виде смысловую рамку, используемую человеком для понимания чего-либо и действий в рамках этого понимания, целостность, в рамках которой люди осмысливают себя в мире. Другими словами, фрейм — устойчивая структура, когнитивное образование (знания и ожидания), а также схема репрезентации. Понятие «фрейм» Гофман применяет и в качестве синонима «ситуации», и в качестве синонима «определения ситуации»; это одновременно и «матрица возможных событий», возникающая благодаря «расстановке ролей», и «схема интерпретации», присутствующая в любом восприятии. Так, за общением двух близких друзей, театральным представлением и, например, игрой в шахматы скрываются фреймовые структуры, изоморфные друг другу.
Гофмана интересуют устойчивые, повторяющиеся ситуации — ситуации, которые повторяются в социальном взаимодействии, следующем определённому, не конструируемому спонтанно «порядку». Фрейм претендует у Гофмана на статус универсальной объяснительной категории: он и «внутри», и «снаружи», он представляет собой и воспринимаемое, и средство восприятия. Социальная жизнь и схемы её распознавания человеком структурно изоморфны. Как отмечает Гофман, «Структура „фрейма“, — в отличие от „ситуации“, — устойчива и не подвержена влиянию повседневных событий. Она аналогична правилам синтаксиса».
Гофман не случайно обращается к метафоре синтаксиса. Произошедшая в 1960—70-е годы «структуралистская революция» привела к увлечению исследователей коммуникации идеей поиска «мета-кода», некоей схемы упорядочения взаимодействий, которая существовала бы независимо от содержания этих взаимодействий. В исследованиях искусственного интеллекта в это время приносит свои плоды идея изучения структур представления информации. Работа Гофмана «Анализ фреймов: Эссе об организации повседневного опыта» выходит практически одновременно с известной работой М. Минского «Фреймы для представления знаний».
Переключение внимания с практик на фреймы, с содержания деятельности на её структурную контекстуализацию — такой поворот в структуралистском духе позволил Гофману представить социальную реальность повседневного взаимодействия во всей её многослойности и «не-буквальности». Согласно позднему Гофману, не «субстанция» (содержание действий), а «отношения» (закреплённые в структуре фреймов) обладают суверенным бытием, и отношения эти проявляются в первую очередь в структурной организации фреймов, в системе «слоёв» и пространственно-временных «скобок» деятельности.
Фреймы, по Гофману, организованы в системы фреймов (англ. frameworks). «Онтологическим приоритетом» среди систем фреймов обладают первичные системы, за которыми не скрывается никакая другая «настоящая» интерпретация; эти первичные системы фреймов и представляют собой «настоящую реальность». Первичные системы фреймов подразделяются на природные и социальные. При этом первичные системы фреймов, которые составляют фундамент мира повседневности, не находятся в центре внимания Гофмана: его гораздо больше интересуют возможности преобразования «настоящей, живой деятельности» в нечто пародийное, поддельное, «ненастоящее». Гофман выделяет два типа таких трансформаций: «переключение» и «фабрикация».
Первый из этих типов трансформаций, переключение, представляет собой способ реинтерпретации некоторой деятельности, уже осмысленной в базовой системе фреймов, её перевод в другую систему координат, образующую некоторый мир вымысла. В качестве мира вымысла могут рассматриваться мир текста, мир сна, мир спектакля, мир спортивного состязания, церемониалов, игр и др. В них «настоящая» деятельность становится превращённой.
Второй тип — фабрикация — сопряжён с целенаправленным формированием ложного представления о происходящем: этот класс трансформаций включает в себя розыгрыши, экспериментальную инсценировку (навязывание испытуемому ложного представления о целях эксперимента), учебный обман (взлом сейфа для тестирования системы безопасности), «патерналистские конструкции» (сокрытие информации во благо жертвы), проверки (введение жертвы в заблуждение для оценки её действий), многочисленные формы злонамеренного обмана.
Одно из наблюдений Гофмана заключается в том, что наибольшим «потенциалом переключаемости» обладает деятельность, сама являющаяся результатом переключения. Например, учения — это «техническая переналадка» боевых действий, но во фрейме «учения» к технической переналадке добавляется ещё один слой (англ. lamination) трансформации — состязание. Если же происходящее во время учений снимается для учебного фильма и должно выглядеть реалистично, напоминая реальные боевые действия, в структуру фрейма включается третий слой трансформации. По данному поводу Гофман отмечает:

Когда мы считаем что-либо нереальным, мы иногда не учитываем, что реальность не обязательно должна быть очень уж «реальной»; с таким же успехом она может быть как инсценировкой событий, так и самими этими событиями, а может быть репетицией репетиции или репродукцией оригинального изложения. Любое из изображений может быть в свою очередь создано путём копирования нечто такого, что само является макетом, и это наводит нас на мысль, что суверенным бытием обладает отношение, а отнюдь не субстанция.

Благодаря этому у Гофмана фрейм-анализ перестаёт быть частной микросоциологической теорией, обнаруживая свой философский потенциал. Гофмановская постановка вопроса о том, реальна ли «социальная реальность», продолжает ряд задач, связанных в философии повседневности с именами У. Джемса, Э. Гуссерля и А. Шюца.

### Символы классового статуса
Универсальной характеристикой социальной жизни, по Гофману, является совместная деятельность, основанная на дифференциации и интеграции. Немаловажную роль в этом процессе играют знаки-проводники, которые обозначены Гофманом как статусные символы. Они представляют собой сигналы, указывающие на статус, которым наделён индивид, а также определяющие способ обращения окружающих с ним. Статусные символы очевидным образом разделяют социальный мир на категории людей, тем самым поддерживая солидарность внутри категории и неприятие между разными категориями.
Следует отличать статусные символы от символов коллективных, служащих отрицанию различий между категориями для того, чтобы члены всех категорий могли объединяться под общим знаменателем. Необходимо также отличать статусные символы от символов оценивания, которые обозначают степень выполнения субъектом обязанностей, связанных с позицией в социальных отношениях, и сравнение его деятельности с идеальными стандартами. Например, военные ордена являются символом качества выполнения индивидом своих служебных обязанностей и относятся не к статусным, а к оценочным символам.
Статусные символы имеют категориальное и экспрессивное значение. Категориальная значимость статусных символов заключается в том, что с их помощью происходит идентификация индивида с определённым классом. Экспрессивная значимость связана с выражением точки зрения, жизненного стиля, культурными ценностями человека, который обладает теми или иными статусными символами. Существуют два вида статусных символов: классовые символы и символы, связанные с профессиональной занятостью. Любой классовый символ включает в себя средства, ограничивающие ошибочную репрезентацию при его использовании. Такими средствами являются:
1. Моральные ограничения.
2. Внутренние ограничения.
3. Естественные ограничения.
4. Ограничения, связанные с социализацией.
5. Культурные ограничения.
6. Органические ограничения.

Поведение людей, находящихся в одинаковых социальных позициях, во многом является сходным.
Гофман выделял несколько аспектов изучения проблем классовых символов: классовое движение, кураторские группы и циркуляция символов.
Классовое движение означает изменение позиции самих социальных классов, которые так же, как и индивиды, поднимаются и опускаются относительно уровня благосостояния, власти и престижа. Кроме того, классовые символы зависят от кураторских групп, поскольку члены классовой группы нередко включаются в определённые объединения, например в профессиональные сообщества. Наряду с этим, сами символы также не статичны и могут циркулировать между различными классами.

## Гофман о психиатрии
Психиатрия относится к числу дисциплин, наиболее интересовавших Гофмана, и ей посвящены междисциплинарные работы «Стигма» и «Узилища» (другой вариант перевода названия с английского — «Приюты»). Книга «Узилища: Несколько эссе о социальном положении психически больных и других лишённых свободы» (в русском переводе часто называется «Тотальные институты») явилась результатом годовой практики Гофмана в большой психиатрической больнице Национального института психического здоровья, где он работал ассистентом физиотерапевта и где сумел установить дружеские отношения с пациентами и благодаря этому прийти к ряду неординарных выводов. Сотрудники Национального института психического здоровья попытались убедить Гофмана не публиковать эту работу, поскольку она содержала критику психиатрических учреждений. Опубликованная в 1961 году, эта книга получила такую популярность, что в университетах США стала рекомендоваться студентам в качестве обязательного введения в социологию.
Психиатрический дискурс Гофмана является органичной частью его социологического проекта и в то же время представляет собой самостоятельную ценность как часть критической теории психиатрии и этап развития антипсихиатрии. Гофман — самый известный из тех социологов, которых обычно относят к числу критиков психиатрии. Он затрагивает вопросы стигматизации и подавляющих личность тотальных институтов, пишет о социальном мире людей с психическими расстройствами и их функционировании в психиатрической больнице, подчёркивает зависимость определения нормы и патологии от институциональных норм социального контроля. По Гофману, психическое заболевание представляет собой одну из наиболее глубоко дискредитирующих и социально повреждающих стигм; наряду со своими современниками, такими как Т. Сас и Т. Шефф, Гофман укрепил мнение о том, что стигма коренится в характере психиатрического диагноза и лечения.
Как утверждает Гофман, «я» индивида представляет собой социальный продукт. «Я» индивида и его поведение несут отпечаток социальных ролей, статусов и отношений; «я» всегда представляет собой продукт действий, развёртывающихся в социальных ситуациях, и напрямую зависит от одобрения или неодобрения общества. Рассматривая в этом аспекте «я» психически больного человека, Гофман отмечает, что оно является не больным «я», а «я» стигматизированным — то есть сконструированным социальным непринятием в процессе социального взаимодействия. Отличительная черта человека с психическим расстройством как стигматизированного заключается в том, что он не разделяет некоторые общепринятые ожидания и стандарты поведения, и именно в пространстве конституирования социальных ожиданий и правил поведения создаются критерии психической нормальности и ненормальности. Психическим заболеванием человек как бы заявляет другим, что он отказывается признавать своё социальное место так, как его видят другие, отказывается от образа себя, диктуемого той или иной частью общества (семьёй, социальной общностью, работой). Посредством тех или иных ситуативных отклонений человек косвенно заявляет своё право на место и заявляет своё право на «я», которые он не может требовать открыто.
Именно со стигмы, по утверждению Гофмана, начинается история человека с психическим заболеванием. Затем на его пути, как и на пути многих других стигматизированных, возникают тотальные социальные институции, поглощающие и изменяющие его. Гофман отмечает, что жизнь психиатрической больницы подчинена общим принципам функционирования тотальных институтов (таких, как тюрьмы, исправительные лагеря, концентрационные лагеря, монастыри, приюты, лепрозории, армия и др.), а между тем, по его представлению, психиатрия должна функционировать по сервисной модели, в соответствии с которой функционирует остальная медицина. На самом же деле госпитализированный в психиатрическую больницу не получает тех услуг, которые ему необходимы, с ним ведут себя не как с обычным соматическим больным, занимаясь просто лечением его заболевания, а вместо этого изолируют как угрожающий обществу элемент и подвергают стигматизации. Модель, по которой функционирует психиатрия, обладает, по словам Гофмана, определённой двойственностью: с одной стороны, психиатрическая доктрина требует этического нейтралитета в общении с пациентами, но с другой стороны, психиатры, подобно сотрудникам правоохранительных органов, рассматривают пациента как потенциально опасного для общества.
Гофман подчёркивает, что в тотальном институте обычно имеется многочисленная группа обитателей и малочисленная группа персонала, причём обитатели выступают мишенью воздействия, которое осуществляет персонал, и пропасть между первыми и вторыми огромна, что приводит к возникновению стереотипов: одна группа воспринимает другую лишь в негативных и стереотипных рамках. Эта пропасть, это непреодолимое расстояние является, как утверждает Гофман, следствием бюрократического управления большими группами людей. Обитатели, едва лишь они оказываются в тотальном институте, сразу же наделяются презумпцией виновности, которая оправдывает всё, что происходит с ними в стенах учреждения:

Объяснительная схема тотальной институции запускается автоматически, как только обитатель входит в её пределы, персонал считает, что вхождение является презумпцией доказательства, что этот человек принадлежит к тем, для кого была создана институция. Попадающий в политическую тюрьму должен быть предателем, оказывающийся за решёткой — нарушителем закона, госпитализированный в психиатрическую больницу — психически больным. Если бы он не был предателем, преступником или больным, по каким ещё причинам он бы мог там находиться? Эта автоматическая идентификация обитателя — не просто очернительство, она стоит в центре основного метода социального контроля.

Когда человек становится «обитателем» тотальной институции, его «я», по словам Гофмана, претерпевает определённую трансформацию, и на основе этой трансформации создаётся новое мировоззрение: происходит нечто вроде дискультурации или «разобучения», в процессе которых блокируется возможность управлять собственным поведением, реагировать на ситуации, приспосабливаться к изменениям во внешнем мире, и эта блокировка становится фундаментом, на который наслаиваются дальнейшие изменения и воздействия. Человек сталкивается, как отмечает Гофман, «с рядом унижений, обесцениваний, оскорблений и профанаций „я“. Его „я“ последовательно, пусть даже и неумышленно, умерщвляют». В психиатрической больнице всё направлено на подавление личностной идентичности: организация пространства, распорядок дня, техники обращения с пациентами, постоянное наблюдение. Центральным при этом является отрыв от прежней социальной роли и лишение пациента права на индивидуальность: человек больше не может сам формировать своё «я», этим процессом вместо него управляет персонал институции. Персонал лишает человека права собственности, личного имущества, выдаёт одинаковую для всех одежду, запрещает заводить индивидуальные шкафчики для хранения личных вещей, периодически проводит обыски, просматривает переписку, тщательно следит за общением с близкими. Пациент не может сам следить за своей внешностью, так как у него больше нет для этого необходимых приспособлений; его тело обезображивают и искажают, подвергают шоковой терапии.
Как пишет Гофман, поведение «безумных» пациентов психиатрических больниц можно понять, исходя из их повседневного социального опыта:

Я тогда верил и верю до сих пор, что любая группа людей — заключённых, первобытных, лётчиков или пациентов больниц — строит свою собственную жизнь, которая становится осмысленной, рациональной и нормальной, как только вы оказываетесь рядом с ними, и что лучший способ исследовать любой из этих миров — погрузиться в их обществе в череду происходящих с ними незначительных повседневных событий.

Иными словами, по Гофману, безумие или «больное поведение» является прежде всего продуктом социального расстояния, отделяющего исследователя от ситуации, в которой находится пациент, и не связано с психическим заболеванием как таковым.
В своей классической работе «Узилища: Несколько эссе о социальном положении психически больных и других лишённых свободы» Гофман описывал, как процесс институционализации вводит людей в роль послушного пациента, того, кто «глуп, безопасен и незаметен», которая, в свою очередь, укрепляет представления о хронизации тяжёлого психического заболевания. В этой работе Гофман даёт представление о механизмах подавления личности в психиатрических больницах, тюрьмах и концентрационных лагерях, а также об «институциональном отторжении», связывая его с реакцией людей на насилие.
Гофман показывает, каким образом у пациентов, находящихся в социальной и физической изоляции в психиатрических больницах, неизбежно формируется поведение и роль «психически больного», и анализирует факторы и механизмы данного процесса в контексте межличностных взаимодействий и отношений. Когда человек оказывается в условиях жёсткой или длительной изоляции, он, как правило, пытается обратить на себя внимание окружающих, изменить своё положение или выразить неприятие ситуации, в которой находится, при помощи определённых действий. Эти действия носят демонстративный или протестный характер, являются естественными реакциями на внешние обстоятельства и на отношение персонала и без учёта ситуации воспринимаются и описываются как признаки психического заболевания и опасности человека для себя и окружающих, поскольку любое поведение в психиатрической больнице оценивается прежде всего с психопатологической точки зрения и фиксируется в истории болезни. В то же время чем сильнее проявляется протест человека против пребывания в психиатрической больнице — тем интенсивнее применяются лекарственные средства, средства фиксации и иные меры воздействия и тем более ужесточается режим содержания человека в больнице. Всё это приводит к подавлению личности, угасанию человеческих качеств и формированию поведения и роли «психически больного». В результате постоянных издевательств и применения изощрённой системы наказаний узник постепенно приходит к выводу, что спасение не в сопротивлении, а в соблюдении распорядка и сотрудничестве с начальством. Прогресс в «моральной карьере пациента» заключается в конформном поведении, отречении от привычного «я» и принятии системной идентичности. Такое поведение может вызволить человека из тотального института, но стигма душевной болезни сопровождает человека и за пределами психиатрической больницы.
Как показывает Гофман, при рассмотрении поведения человека в более широком контексте межличностных взаимодействий и отношений любые поступки, которые расцениваются как признаки психического заболевания и опасности человека для себя и окружающих, могут получить вполне естественное, не психопатологическое объяснение: «…В действии — процесс порочного круга. Люди, помещённые в „плохие“ отделения, обнаруживают, что им даётся очень мало оборудования и вещей — одежду у них могут отнимать каждую ночь, предметы досуга и [настольные] игры могут убираться, а из мебели имеются лишь деревянные стулья и скамейки. Акты враждебности по отношению к этому заведению приходится основывать на ограниченных, плохо разработанных приёмах, таких как стучание стулом по полу или разрывание газеты, при котором раздается раздражающий взрывоподобный звук. И чем более несоразмерно это оснащение для показа неприятия больницы, тем больше такой поступок кажется психотическим симптомом, тем более оправданным ощущает администрация направление пациента в „плохое“ отделение. Когда пациент обнаруживает себя в изоляции, голым и без видимых средств выражения, он может начать рвать матрац, если сумеет, или писать калом по стенам — действия, которые администрация воспринимает как присущие людям, которым требуется изоляция». В результате Гофман пришёл к выводу о необходимости отмены недобровольной психиатрической госпитализации и вместе с Томасом Сасом выступил одним из учредителей Американской ассоциации за отмену недобровольной психиатрической госпитализации.
Однако Гофмана интересовали также стратегии сохранения человеческого достоинства в репрессивных организациях и унизительных обстоятельствах. Когда тотальный институт пытается вытравить из самосознания человека нежелательные образы «я», человек системы отыскивает незапрограммированные уставом пути самовыражения. В психиатрической больнице существуют неформальные отношения, недоступные
взгляду постороннего. Правила в таких учреждениях допускают исключения, выстраивающиеся в систему неформальных правил, которые позволяют жителям учреждения сохранить частичку собственного достоинства. Маска повиновения, подобострастие скрывают под собой презрение и иронию, а благодаря доскональному знанию распорядка учреждения и блатных каналов коммуникаций узник обменивается ресурсами с сокамерниками и получает поблажки от надзирателей. Пациенты и начальство порой сотрудничают в работе по поддержанию официального образа учреждения и его жителей при неожиданной инспекции или при наплыве посетителей.

## Наследие
Имя и работы Гофмана получили всемирную известность в последние десятилетия XX века. Книга «Представление себя другим в повседневной жизни» часто переиздаётся, входит в университетские программы и была переведена на десятки языков. Наряду с книгами М. Вебера, Ч. Райта Миллса, Р. Мертона, Т. Парсонса, Ю. Хабермаса, Н. Элиаса и других она включена в список десяти «Книг двадцатого века» (по версии Международной социологической ассоциации).
Многие из работ Гофмана являются основой для социологических и информационных исследований концепции формирования структур. Наиболее значительный вклад Гофмана в социологию — его определение символического взаимодействия как формы игры, появившееся в 1959 году в его книге «Представление себя другим в повседневной жизни».
Плодотворными для дальнейшего развития социологии оказались разработанные Гофманом понятия «ритуалов взаимодействия», «тотального института» (близкое понятие «всепоглощающих» или «ненасытных» институтов предложил на примере армии Льюис Козер), «стигмы» (развито позднее в трудах по социологии религии немецкого социолога Вольфганга Липпа, феномен сексуальной стигмы исследовал коллега Гофмана Кеннет Пламмер, 1975), его подход к интерпретации человеческого поведения с позиций «рамочного анализа», или «фрейм-анализа».
Стиль мышления Гофмана, связанный с интересом к гротеску, экстремальным ситуациям, рассмотрению вещей с необычной точки зрения, оказал глубокое влияние на методологическую дискуссию в социологии. Это касается этнометодологии 1960-х годов и герменевтически ориентированного анализа глубинных структур речи и деятельности, относящегося к концу 1970-х годов.
В публикации в журнале The Sociological Quarterly Гофман был назван «вероятно самым значительным теоретиком после Второй мировой войны», внёсшим решающий вклад в феноменологическую социологию.
Труды Гофмана оказали значительное влияние на мировую социологию 1970—80-х годов, которое ощущается и поныне. В России пропагандистами идей и трудов Гофмана являются В. С. Вахштайн, концептуализирующий основания социологической теории И. Гофмана, преимущественно его поздней работы «Анализ фреймов», а также М. М. Соколов, использующий идеи американского социолога в исследовании виртуальной идентичности и теории статусных сигналов в академическом мире.
Влияние идей Гофмана прослеживается также и в социолингвистике, когнитивистике, социальной психологии, культурологических исследованиях.

## Награды
В течение своей жизни был удостоен следующих наград:
- Doctor of Laws (LL.D.), Университет Манитобы, 1976
- Guggenheim fellowship, 1977—1978
- In Medias Res, Международная награда по коммуникации, 1978
- Doctor of Hebrew Literature/Letters (D.H.L.), Университет Чикаго, 1979
- Mead-Cooley Award по социальной психологии
- Forms of Talk, номинирован на премию «Круг критиков национальной книги», 1981

## Институты
Научная и деловая карьера Гофмана была связана со следующими институтами:
- Университет Чикаго, отдел социальных наук, Чикаго: 1952—1953 — ассистент, 1953—1954 — постоянный сотрудник.
- Национальный институт психического здоровья, Бетесда, Мэриленд: 1954—1957 — приходящий сотрудник.
- Университет Калифорнии, Университет Беркли: 1958—1959 — старший преподаватель, 1959—1962 — адъюнкт-профессор, 1962—1968 — профессор социологии.
- Университеты Пенсильвании, Филадельфии, Бенджамина Франклина: 1969—1982 — профессор антропологии и социологии.

## Цитаты
- «Человек отличается от животных в тех отношениях, которые действительно значимы: у животных — инстинкты, у нас — налоги».
- «Общество — это сумасшедший дом, которым управляют его пациенты».
- «Мир — это поистине свадьба».
- «Стигматизация — это процесс, когда реакция других портит нормальную личность».

## Основные работы
- 1959: The Presentation of Self in Everyday Life, University of Edinburgh Social Sciences Research Centre. ISBN 978-0-14-013571-8
- 1961: Asylums: Essays on the Social Situation of Mental Patients and Other Inmates. — New York, Doubleday.
- 1961: Encounters: Two Studies in the Sociology of Interaction — Fun in Games & Role Distance. — Indianapolis, Bobbs-Merrill.
- 1963: Behavior in Public Places: Notes on the Social Organization of Gatherings, The Free Press.
- 1963: Stigma: Notes on the Management of Spoiled Identity. Prentice-Hall.
- 1967: Interaction Ritual: Essays on Face-to-Face Behavior. Anchor Books.
- 1969: Strategic Interaction. Philadelphia: University of Pennsylvania Press.
- 1971: Relations in Public: Microstudies of the Public Order. — New York: Basic Books.
- 1974: Frame analysis: An essay on the organization of experience. — London: Harper and Row. ISBN 978-0-06-090372-5
- 1976: Gender advertisements. — New York: Harper & Row
- 1981: Forms of Talk. — Philadelphia: University of Pennsylvania Press. ISBN 978-0-8122-7790-6

## Публикации на русском языке

### Монографии
- Представление себя другим в повседневной жизни / Пер. с англ. и вступ. статья А. Д. Ковалева. — М.: Канон-Пресс-Ц, Кучково поле, 2000.
- Анализ фреймов: Эссе об организации повседневного опыта / Под ред. Г. С. Батыгина и Л. А. Козловой; вступ. статья Г. С. Батыгина. — М.: Ин-т социологии РАН, 2004. — ISBN 5-93947-011-4
- Ритуал взаимодействия: очерки поведения лицом к лицу. Пер. с англ. С. С. Степанова, Л. В. Трубицыной. Под ред. Н. Н. Богомоловой и Д. А. Леонтьева. — М.: Смысл, 2009. — 319 с. — ISBN 978-5-89357-276-6
- Поведение в публичных местах: Заметки о социальной организации сборищ. Пер. с англ. А. М. Корбута. Под ред. М. М. Соколова. — М.: Элементарные формы, 2017. — 384 с. — ISBN 978-5-9500244-0-5
- Тотальные институты: очерки о социальной ситуации психически больных пациентов и прочих постояльцев закрытых учреждений. Пер. с англ. А. С. Салина. Под ред. А. М. Корбута. — М.: Элементарные формы, 2019. — 464 с. — ISBN 978-5-9500244-4-3

### Фрагменты, статьи
- Стигма: Заметки об управлении испорченной идентичностью (переведённые главы из Goffman E. Stigma: Notes on the Management of the Spoiled Identity. — N.J., Englewood Cliffs: Prentice Hall, 1963) // Социологический форум, 2001.
- Гофман И. Гендерный дисплей // Введение в гендерные исследования Ч. II: Хрестоматия / пер. с англ. Я. Боцман. — Харьков—СПб.: ХЦГИ—Алетейя, 2001. — С. 306—335. — ISBN 5-89329-422-Х.
- Моральная карьера душевнобольного пациента // Социальные и гуманитарные науки. Отечественная и зарубежная литература. Серия 11: Социология. Реферативный журнал, 2001, № 1. — С. 100—141. (Перевод главы «The moral career of the mental patient» из кн. Goffman E. Asylums: Essays on the social situation of mental patients and other inmates. — Garden City, N.Y.: Anchor Books, 1961. — P. 125—169.)
- Порядок взаимодействия / Пер. с англ. А. Д. Ковалева // Теоретическая социология: Антология / Сост. С. П. Баньковская. Т. 2. М.: Аспект-Пресс, 2002.
- Символы классового статуса Архивная копия от 20 ноября 2016 на Wayback Machine // Логос, № 4—5 (39), 2003. — С. 42—53.